# Corre-soques estel·lat
El corre-soques estel·lat (Margarornis stellatus) és una espècie d'ocell de la família dels furnàrids (Furnariidae).

## Hàbitat i distribució
Bosc humid dels Andes de l'oest de Colòmbia i nord-oest d'Equador.